# Afanasi Fet

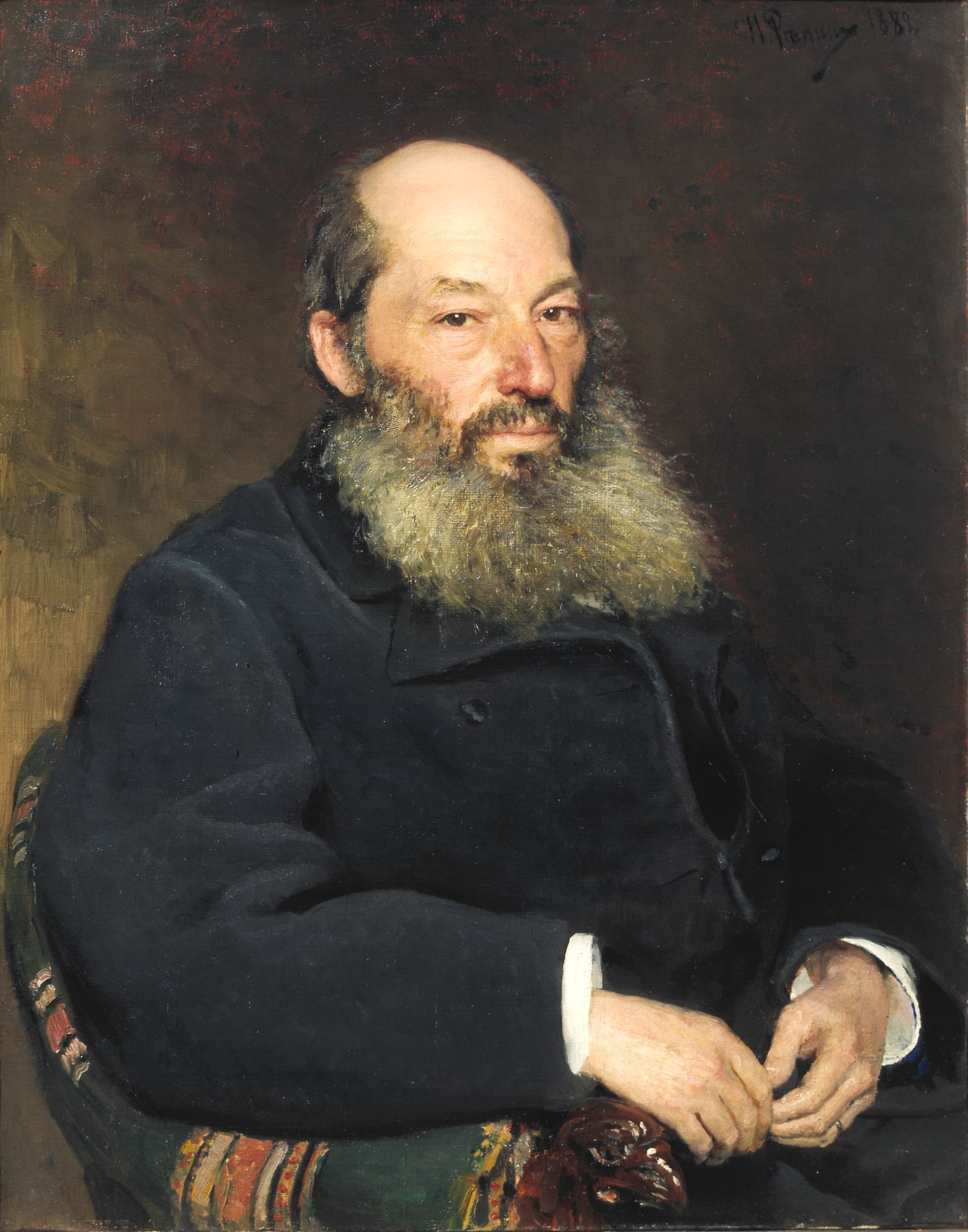
Afanasi Fet door Ilja Repin.

Afanasi Afanasjevitsj Fet (Russisch: Афанасий Афанасьевич Фет) (Minsk, 5 mei 1820 – Moskou, 3 december 1892) was een Russisch dichter.

## Biografie
De ouders van Fet waren van Duitse komaf, hoewel nooit helemaal duidelijk is geworden wie zijn werkelijke vader was. Fet studeerde in Moskou. In 1850 pleegde zijn jonge geliefde Maria Lazitsj om zijnentwille zelfmoord (door zelfverbranding), omdat ze om financiële redenen niet met hem kon trouwen. Als thema komt dit gegeven later met regelmaat terug in zijn werk.
De wereld van Fets poëzie is de aardse wereld van schoonheid, muziek, liefde en droom, die de zorgen van alledag doen vergeten. Ook schrijft hij vaak over de natuur en de natuurbeleving. Hij is de dichter van het kleine, intieme, van de stemming, van het ogenblik, van intense gevoelens. Zijn toon is soepel, welluidend en vooral sterk melodisch. In de jaren vijftig van de negentiende eeuw werd het werk van Fet door de anti-estheten en de radicalen enigszins belachelijk gemaakt (literatuur moest toen vooral ‘sociaal geïnspireerd’ zijn, geen "l'art pour l'art"), maar in de jaren tachtig kende zijn werk een sterke opleving, met steun van Toergenjev. In de jaren tachtig, tegen het einde van zijn leven, werden de gedichten van Fet wel wat pessimistischer, mede onder invloed van Schopenhauer.
Fet had na zijn dood een grote invloed op de Russische symbolisten, onder meer op Aleksandr Blok.

## Gedicht
Wondermooie aanblik,

Zo met mij verwant,

In het volle maanlicht,

Wit het vlakke land.

Hemelhoog beschenen, 

Glinsterende sneeuw,

En veraf alleen een,

Langsgegleden slee.

(vertaling Jean Pierre Rawie)